# 용담면
용담면(龍潭面)은 전북특별자치도 진안군의 면이다.

## 개요
용담면은 해발 217m의 북부산악권에 속하며, 생활 근거지는 인접한 충남권 (금산, 대전)으로 용담댐 주변 호반 관광단지로 개발여건이 좋은 지역이다.

## 행정 구역
- 송풍리
- 수천리
- 옥거리
- 와룡리
- 월계리
- 호계리

## 교육
- 송풍초등학교
- 용담중학교